# 514-й истребительно-противотанковый артиллерийский полк
514-й истребительно-противотанковый артиллерийский полк — воинская часть Вооружённых сил СССР в Великой Отечественной войне.

## История
Полк формировался в августе-сентябре 1941 года в Московском военном округе как 514-й артиллерийский полк противотанковой обороны, в мае 1942 года переименован в 514-й лёгкий артиллерийский полк, в июле 1942 в 514-й истребительно-противотанковый артиллерийский полк
В составе действующей армии с 19.09.1941 по 15.11.1944 и с 21.03.1945 по 11.05.1945 года.
По формировании направлен в 7-ю армию, в ноябре 1941 года включён в так называемую группу генерала Павловича, выделяемую из 7-й армии для действий на Тихвинском направлении. Вёл бои непосредственно в Тихвине, поддерживая части 44-й стрелковой дивизии По окончании Тихвинской наступательной операции вновь отошёл на рубеж реки Свирь, где держал оборону до лета 1944 года, после чего участвовал в Свирско-Петрозаводской операции, по её окончании держал оборону на достигнутом 7-й армией рубеже до выхода Финляндии из войны, затем отведён в резерв.
В начале 1945 полк вошёл в состав 52-й истребительно-противотанковой артиллерийской бригады

## Полное наименование
- 514-й артиллерийский полк противотанковой обороны
- 514-й лёгкий артиллерийский полк
- 514-й истребительно-противотанковый артиллерийский Свирский полк

## Подчинение
| Дата            | Фронт (округ)          | Армия               | Корпус | Дивизия | Бригада                                                   | Примечания |
| --------------- | ---------------------- | ------------------- | ------ | ------- | --------------------------------------------------------- | ---------- |
| 01.10.1941 года | -                      | 7-я отдельная армия | -      | -       | -                                                         | -          |
| 01.11.1941 года | -                      | 7-я отдельная армия | -      | -       | -                                                         | -          |
| 01.12.1941 года | -                      | 7-я отдельная армия | -      | -       | -                                                         | -          |
| 01.01.1942 года | -                      | 7-я отдельная армия | -      | -       | -                                                         | -          |
| 01.02.1942 года | -                      | 7-я отдельная армия | -      | -       | -                                                         | -          |
| 01.03.1942 года | -                      | 7-я отдельная армия | -      | -       | -                                                         | -          |
| 01.04.1942 года | -                      | 7-я отдельная армия | -      | -       | -                                                         | -          |
| 01.05.1942 года | -                      | 7-я отдельная армия | -      | -       | -                                                         | -          |
| 01.06.1942 года | -                      | 7-я отдельная армия | -      | -       | -                                                         | -          |
| 01.07.1942 года | -                      | 7-я отдельная армия | -      | -       | -                                                         | -          |
| 01.08.1942 года | -                      | 7-я отдельная армия | -      | -       | -                                                         | -          |
| 01.09.1942 года | -                      | 7-я отдельная армия | -      | -       | -                                                         | -          |
| 01.10.1942 года | -                      | 7-я отдельная армия | -      | -       | -                                                         | -          |
| 01.11.1942 года | -                      | 7-я отдельная армия | -      | -       | -                                                         | -          |
| 01.12.1942 года | -                      | 7-я отдельная армия | -      | -       | -                                                         | -          |
| 01.01.1943 года | -                      | 7-я отдельная армия | -      | -       | -                                                         | -          |
| 01.02.1943 года | -                      | 7-я отдельная армия | -      | -       | -                                                         | -          |
| 01.03.1943 года | -                      | 7-я отдельная армия | -      | -       | -                                                         | -          |
| 01.04.1943 года | -                      | 7-я отдельная армия | -      | -       | -                                                         | -          |
| 01.05.1943 года | -                      | 7-я отдельная армия | -      | -       | -                                                         | -          |
| 01.06.1943 года | -                      | 7-я отдельная армия | -      | -       | -                                                         | -          |
| 01.07.1943 года | -                      | 7-я отдельная армия | -      | -       | -                                                         | -          |
| 01.08.1943 года | -                      | 7-я отдельная армия | -      | -       | -                                                         | -          |
| 01.09.1943 года | -                      | 7-я отдельная армия | -      | -       | -                                                         | -          |
| 01.10.1943 года | -                      | 7-я отдельная армия | -      | -       | -                                                         | -          |
| 01.11.1943 года | -                      | 7-я отдельная армия | -      | -       | -                                                         | -          |
| 01.12.1943 года | -                      | 7-я отдельная армия | -      | -       | -                                                         | -          |
| 01.01.1944 года | -                      | 7-я отдельная армия | -      | -       | -                                                         | -          |
| 01.02.1944 года | -                      | 7-я отдельная армия | -      | -       | -                                                         | -          |
| 01.03.1944 года | Карельский фронт       | 7-я армия           | -      | -       | -                                                         | -          |
| 01.04.1944 года | Карельский фронт       | 7-я армия           | -      | -       | -                                                         | -          |
| 01.05.1944 года | Карельский фронт       | 7-я армия           | -      | -       | -                                                         | -          |
| 01.06.1944 года | Карельский фронт       | 7-я армия           | -      | -       | -                                                         | -          |
| 01.07.1944 года | Карельский фронт       | 7-я армия           | -      | -       | -                                                         | -          |
| 01.08.1944 года | Карельский фронт       | 7-я армия           | -      | -       | -                                                         | -          |
| 01.09.1944 года | Карельский фронт       | 7-я армия           | -      | -       | -                                                         | -          |
| 01.10.1944 года | Карельский фронт       | 7-я армия           | -      | -       | -                                                         | -          |
| 01.11.1944 года | Карельский фронт       | 7-я армия           | -      | -       | -                                                         | -          |
| 01.12.1944 года | Резерв Ставки ВГК      | 7-я армия           | -      | -       | -                                                         | -          |
| 01.01.1945 года | Резерв Ставки ВГК      | 7-я армия           | -      | -       | -                                                         | -          |
| 01.02.1945 года | Киевский военный округ | -                   | -      | -       | 52-я истребительно-противотанковая артиллерийская бригада | -          |
| 01.03.1945 года | Киевский военный округ | -                   | -      | -       | 52-я истребительно-противотанковая артиллерийская бригада | -          |
| 01.04.1945 года | 2-й Украинский фронт   | 53-я армия          | -      | -       | 52-я истребительно-противотанковая артиллерийская бригада | -          |
| 01.05.1945 года | 2-й Украинский фронт   | 53-я армия          | -      | -       | 52-я истребительно-противотанковая артиллерийская бригада | -          |

## Командиры
- Поляков, Григорий Иванович, подполковник, с августа 1941 по июнь 1943
- Андреев, Валентин Александрович  подполковник, 1944

## Награды и наименования
| Награда (наименование)           | Дата       | За что получена                              |
| -------------------------------- | ---------- | -------------------------------------------- |
| Почётное наименование «Свирский» | 02.07.1944 | За участие в Свирско-Петрозаводской операции |